# Скулескуген
Скулескуген (швед. Skuleskogen) — национальный парк в Швеции. Находится на побережье Ботнического залива, в коммунах Эрншёльдсвик и Крамфорс лена Вестерноррланд. Основан в 1984 году, расширен в 2009.
Расположен на части побережья, называемой «Высокий берег» — уникальном природном объекте, внесенном в список всемирного наследия ЮНЕСКО.

## Национальный парк
В парке можно наблюдать уникальное даже для Швеции сочетание гор, моря и леса. Ландшафт этого региона образовался в результате движения ледников, прорезавших в скалах глубокие ущелья. В парке 30 километров туристических троп.

## Фотографии
- Tärnetvattnet
- Skravelbäcken
- Вид на Ботнический залив с Slottdalsberget
- Slottdalsskrevan